# Frank McRae
Frank McRae (Memphis (Tennessee), 18 maart 1941 - Santa Monica (Californië), 29 april 2021) was een Amerikaans acteur.

## Biografie
McRae studeerde af in drama en geschiedenis aan de Tennessee State University in Nashville (Tennessee). In 1967 was hij een seizoen actief als professioneel Americanfootballspeler voor de Chicago Bears als verdediger.  
Hij begon in 1972 met acteren in de film Cool Breeze, hierna speelde hij nog meerdere rollen in films en televisieseries.

## Filmografie

### Films
Selectie:
- 1993 Last Action Hero – als inspecteur Dekker
- 1993 Loaded Weapon 1 – als kapitein Doyle
- 1990 Another 48 Hrs. – als Haden
- 1989 The Wizard – als Spankey
- 1989 Lock Up – als Eclipse
- 1989 Licence to Kill – als Sharkey
- 1987 *batteries not included – als Harry Noble
- 1984 Red Dawn – als mr. Teasdale
- 1983 Vacation – als Grover
- 1982 48 Hrs. – als Haden
- 1979 1941 – als soldaat Ogden Johnson Jones
- 1979 Rocky II – als voorwerker slagerij
- 1979 Norma Rae – als James Brown
- 1978 Paradise Alley – als Big Glory
- 1978 The End – als verpleger
- 1978 F.I.S.T. – als Lincoln Dombrowsky
- 1973 Dillinger – als Reed Youngblood

### Televisieseries
Uitgezonderd eenmalige gastrollen.
- 2003 ER – als Freddie – 2 afl.

- Gemeinsame Normdatei: 1132154472
- International Standard Name Identifier: 0000 0000 4815 2725
- Library of Congress Control Number: no2004077415
- Nationale Bibliotheek van Tsjechië: xx0083419
- Virtual International Authority File: 14486018